# سن جیووانی این گالدو
سن جیووانی این گالدو (به ایتالیایی: San Giovanni in Galdo) یک کومونه در ایتالیا است که در استان کامپوباسو واقع شده‌است.

## خصوصیات
سن جیووانی این گالدو ۱۹٫۴ کیلومترمربع مساحت و ۶۵۴ نفر جمعیت دارد.